# Klara Milch
Klara Milch (Smirne, 24 maggio 1891 – 13 luglio 1970) è stata una nuotatrice austriaca.

## Palmarès

### Olimpiadi
- Bronzo a Stoccolma 1912 nella staffetta 4x100 metri stile libero.